# Tichodrome échelette
Tichodroma muraria
Famille
Genre
Espèce
Statut de conservation UICN

 LC  : Préoccupation mineure
Le Tichodrome échelette (Tichodroma muraria), seul représentant du genre Tichodroma et de la famille des Tichodromidés, est une espèce de passereaux, vivant essentiellement en altitude dans les massifs montagneux d'Europe et d'Asie.
C'est une espèce paléomontagnarde strictement paléarctique, sans équivalent dans le reste du monde. L'espèce nominale vit en Europe et en Asie occidentale, jusqu'en Iran. Il existe une sous-espèce strictement asiatique.
Insectivore, l'espèce fréquente les parois rocheuses où elle collecte invertébrés et larves, et où elle est généralement difficile à observer. Elle s'y reproduit également, et les recherche lors de ses séjours hivernaux à basse altitude, mais peut aussi fréquenter des bâtiments.

## Description

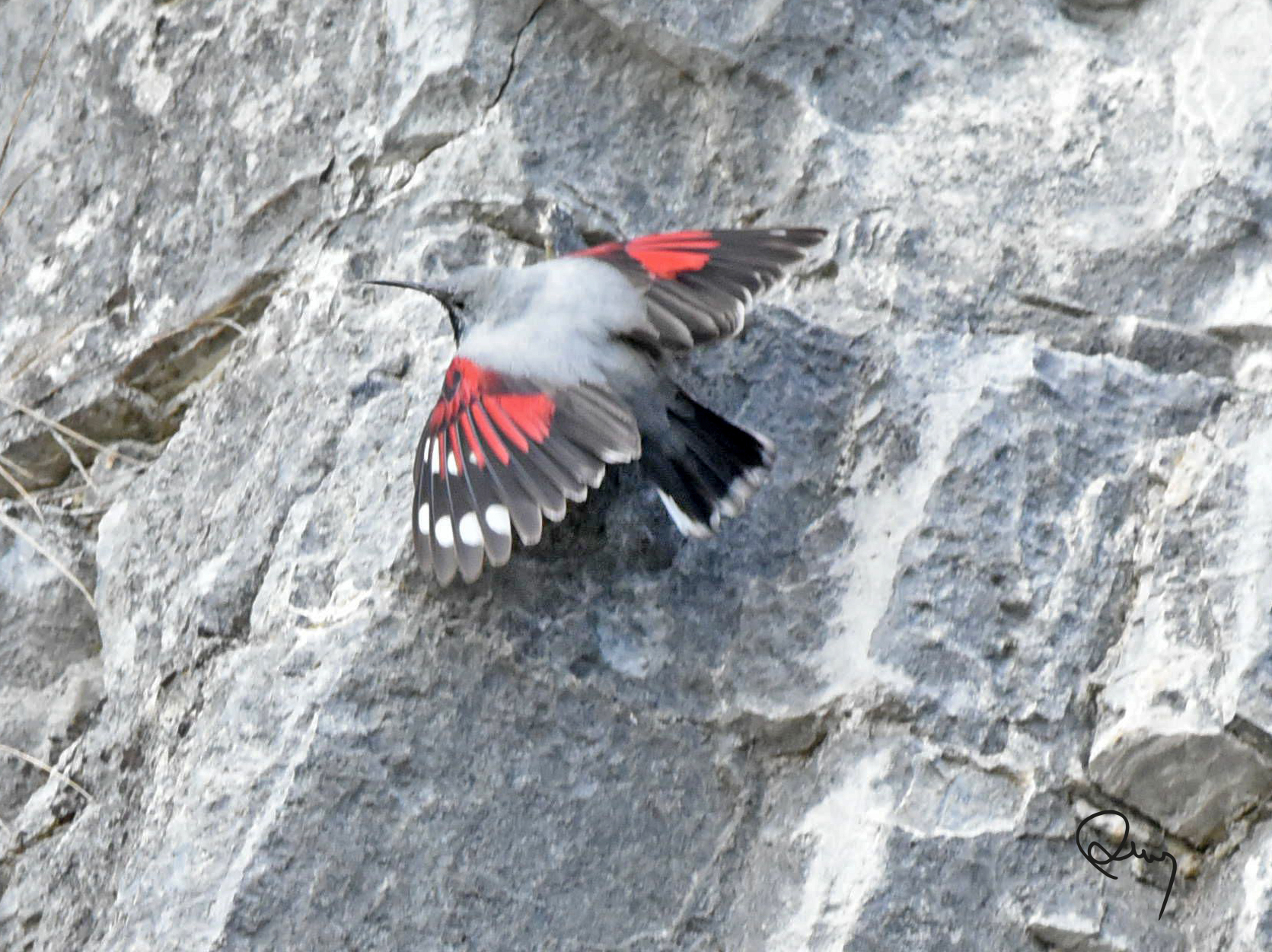
Mâle en livrée d'été dans le canton du Valais.

Le Tichodrome échelette est un oiseau de petite taille (de la taille d'un moineau ou d'une sittelle) au dos et à la tête d'un gris cendré ; la gorge est noire chez le mâle (plus claire chez la femelle)  ainsi que le haut de la poitrine, le dessous et les rémiges sont gris foncé. Les plus longues rémiges portent chacune deux taches blanches formant à chaque aile deux rangées de points blancs parallèles.  Les couvertures portent du rouge vif mais l'alula est noire. Le bec fin et long est légèrement incurvé vers le bas, et de couleur noire, comme les pattes.
Le dimorphisme sexuel est faible, mais le mâle est plus contrasté que la femelle et a la gorge noire, et celle-ci, outre une gorge pâle, porte également des taches ocre aux rémiges primaires et secondaires. Le plumage internuptial du mâle se rapproche de celui de la femelle, les deux sexes ayant la gorge et le haut de la poitrine blancs lors de la mue automnale,.
Moins contrastés, les jeunes sont teintés de brunâtre et les taches blanches aux extrémités des ailes sont plus étendues. Ils portent des taches ocre aux rémiges secondaires et primaires. Ils font une mue partielle entre août et septembre. Leur bec est court et droit et n'atteint sa longueur définitive qu'après plusieurs mois.
Malgré les taches colorées des ailes, l'oiseau est majoritairement gris et son plumage lui offre une bonne homochromie le rendant difficile à repérer dans son milieu rupestre.
Pour une masse de 26 à 22 grammes, l'oiseau mesure 13 à 14 centimètres de longueur, bec non compris ; celui-ci mesure 23 à 35 millimètres. L'envergure est très importante par rapport à la masse, avec 26 à 27 centimètres. Ces grandes ailes arrondies, battant de manière très irrégulière avec une amplitude variable, donnent à l'espèce un vol caractéristique, à la fois léger et hésitant, évoquant celui d'un papillon.
Lorsqu'il est aperçu, cet oiseau ne peut être confondu avec aucun autre, en raison de sa silhouette caractéristique, de son vol particulier, et des taches rouges bien visibles mais seulement à courte distance.
La longévité de l'espèce est mal connue mais serait d'au moins huit ans.

## Comportement

### Locomotion
Le tichodrome explore les falaises de bas en haut, d'une manière très agile.  S'aidant de ses pattes, il donne l'impression de marcher sur la paroi, ou progresse par bonds, puis s'élève légèrement de quelques coups d'aile. Arrivé en haut de la falaise, il se laisse tomber comme une pierre jusqu'en bas, et recommence sa progression. Son vol est très léger, papillonnant, adroit, mais semble toujours désordonné. L'espèce pratique également le vol plané et utilise les courants thermiques pour visiter des parties plus élevées de la falaise. L'oiseau descend aussi au sol, notamment pour y faire sa toilette dans un ruisseau ou prendre un bain de poussière,.

### Alimentation
En raison de son mode de vie et de l'inaccessibilité de son milieu, l'alimentation du tichodrome est mal connue, surtout en hiver. Les arthropodes semblent constituer une part importante de son régime alimentaire mais certains auteurs supposent que d'autres invertébrés, des larves, voire des mollusques, sont également capturés,. On ignore en réalité s'il dépend d'une ou de plusieurs espèces en particulier.
L'oiseau utilise son long bec fin pour extraire ses proies des fissures, mais peut aussi prendre au vol un insecte ailé. Il peut aussi tout simplement attraper un insecte posé sur la paroi.

### Comportement social
Les individus semblent solitaires, et territoriaux, bien qu'un cas de grégarisme hivernal ait été signalé dans les Alpes. Généralement, ils semblent ne tolérer leurs congénères que lors de la période de reproduction, et se montrent plutôt querelleurs le reste du temps. Lorsque plusieurs couples se partagent une même falaise, chacun y défend son territoire contre les voisins. Même en hiver, les territoires nourriciers sont défendus contre les autres tichodromes. L'oiseau affiche une attitude menaçante avec les ailes basses et la queue relevée, qui rappelle celle de la sittelle. Deux individus peuvent s'affronter dans des joutes aériennes vertigineuses, qui semblent tenir une place importante dans la défense du territoire,.
Le tichodrome serait un gros dormeur, disparaissant tôt le soir dans une fissure pour y passer la nuit, et ne reprenant son activité qu'assez tard le matin, après les autres espèces.

#### Vocalisations
D'une tonalité élevée, les émissions vocales sont variées et mélodieuses. Le chant est une mélodie précieuse pouvant évoquer celui du grimpereau des jardins. Les deux sexes chantent, y compris en hiver, et le mâle chante pour signaler à la femelle l'emplacement choisi pour le nid.

### Reproduction

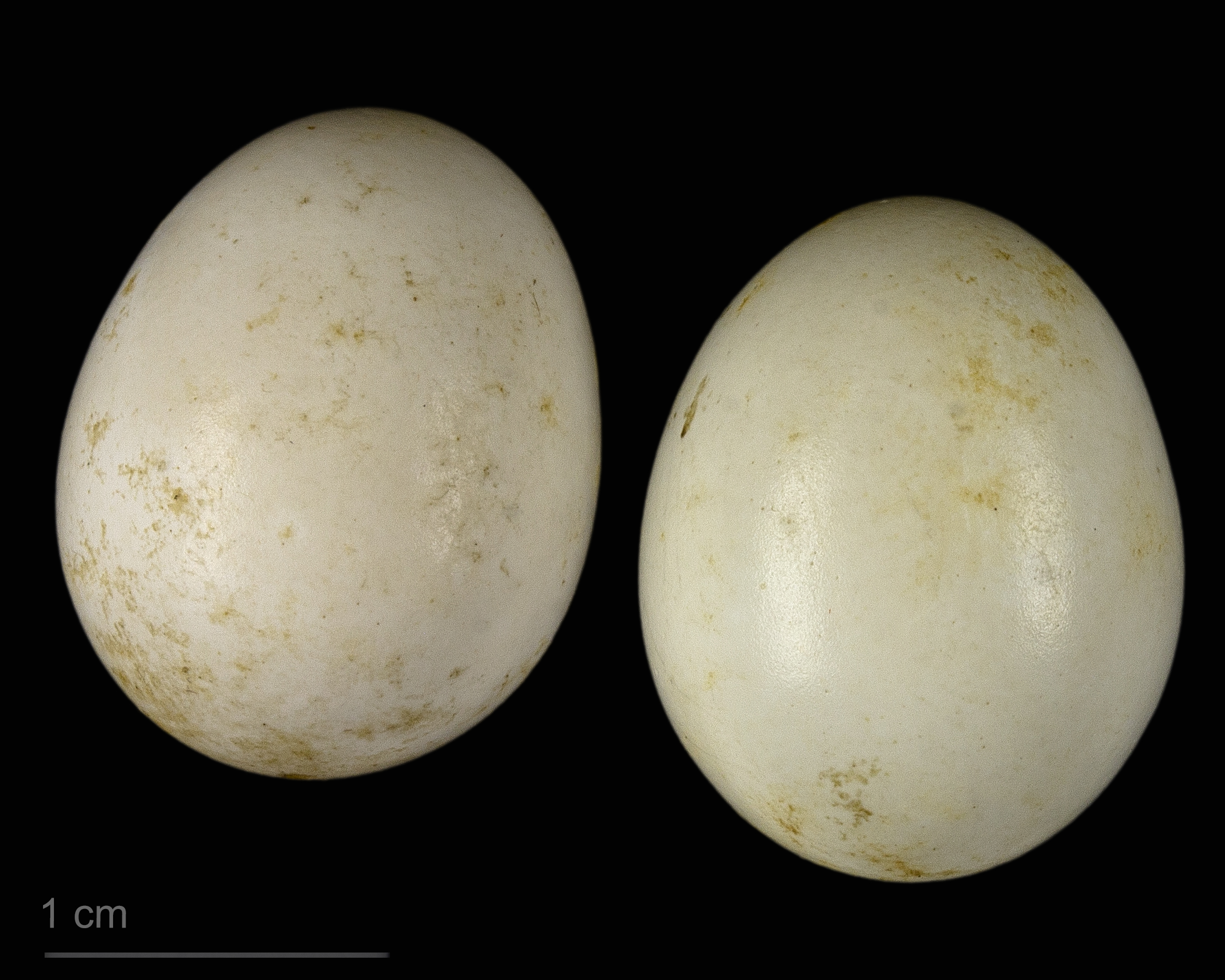
Œufs de Tichodroma muraria - Muséum de Toulouse.

La reproduction du tichodrome reste mal connue. Elle a lieu majoritairement au-dessus de 1 000 mètres d'altitude, parfois jusqu'à plus de 2 800 mètres, ce qui montre une forte affinité montagnarde. Elle se déroule aussi parfois à des altitudes bien plus basses, à partir de 350 mètres. 
C'est dans une falaise que le nid sera construit, bien que l'espèce puisse parfois s'installer sur des bâtiments, notamment à basse altitude. Lorsque la reproduction a lieu ainsi à une faible altitude, ce sera toujours néanmoins en zone de piémont, à proximité des grands massifs ,,.
Les premières parades ont lieu fin mars et les plus tardives aux premiers jours de mai tandis que les premiers nourrissages sont observés tout début juin. Cependant des nourrissages ont encore lieu pendant le mois de juillet. C'est donc au mois de mai qu'ont lieu l'essentiel des pontes.
Le nid est presque toujours établi dans une fissure mais plusieurs cas de nidification dans des constructions ont été rapportés, parfois simplement sur une poutre dans un local. Il est construit par la femelle seule, qui transporte les matériaux, accompagnée par le mâle qui ne l'aide pas mais chante ou surveille les lieux. Le nid est assez volumineux mais peu profond, fait de mousses, lichens, tiges… et bien isolé avec un matelas de matériaux d'origine animale (crins, brins de laine, plumes…),.

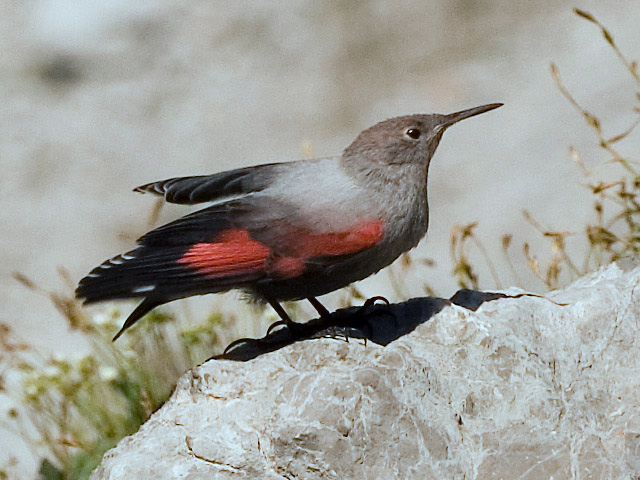
Individu subadulte.

La femelle pond trois à cinq œufs, blancs pointillés de marron, et sont couvés seule par la femelle, que le mâle ravitaille. L'incubation dure dix-huit à dix-neuf jours puis les poussins sont nourris par les deux parents pendant vingt et un à trente jours.
Les jeunes restent peu de temps avec les parents. Ils s'entraînent au vol et aux acrobaties aériennes et dès la fin juillet, les tichodromes deviennent solitaires et se dispersent, bien que les parents restent cantonnés le plus longtemps possible dans leur territoire, dont ils chassent cependant les jeunes. Cette période de vagabondage des jeunes permet de voir des individus à des altitudes inhabituelles, à plus de 4 000 mètres dans les Alpes (le record d'altitude est de 4 500 mètres au mont Rose, mais au mois d'avril, ce qui démontre que le vagabondage peut avoir lieu même en période de reproduction).

## Répartition et habitat

### Habitat
Le tichodrome est une espèce paléomontagnarde strictement paléarctique mais non strictement montagnarde. En été, elle fréquente les falaises où elle vole et s'accroche pour y chercher sa nourriture, dans les massifs montagneux mais aussi à basse altitude.
L'espèce aurait une préférence pour les parois fraîches et à l'ombre, ce qui est contesté par certains chercheurs, et fréquente souvent les gorges de torrent. Les parois exposées au sud et chaudes seraient moins exploitées. Cependant, les exigences écologiques du tichodrome restent globalement peu connues, tant en matière de milieux que d'alimentation. Ainsi, les densités de population sont mal connues et très variables, et l'espèce est absente de sites qui sembleraient favorables, sans qu'on puisse l'expliquer,,.

### Répartition

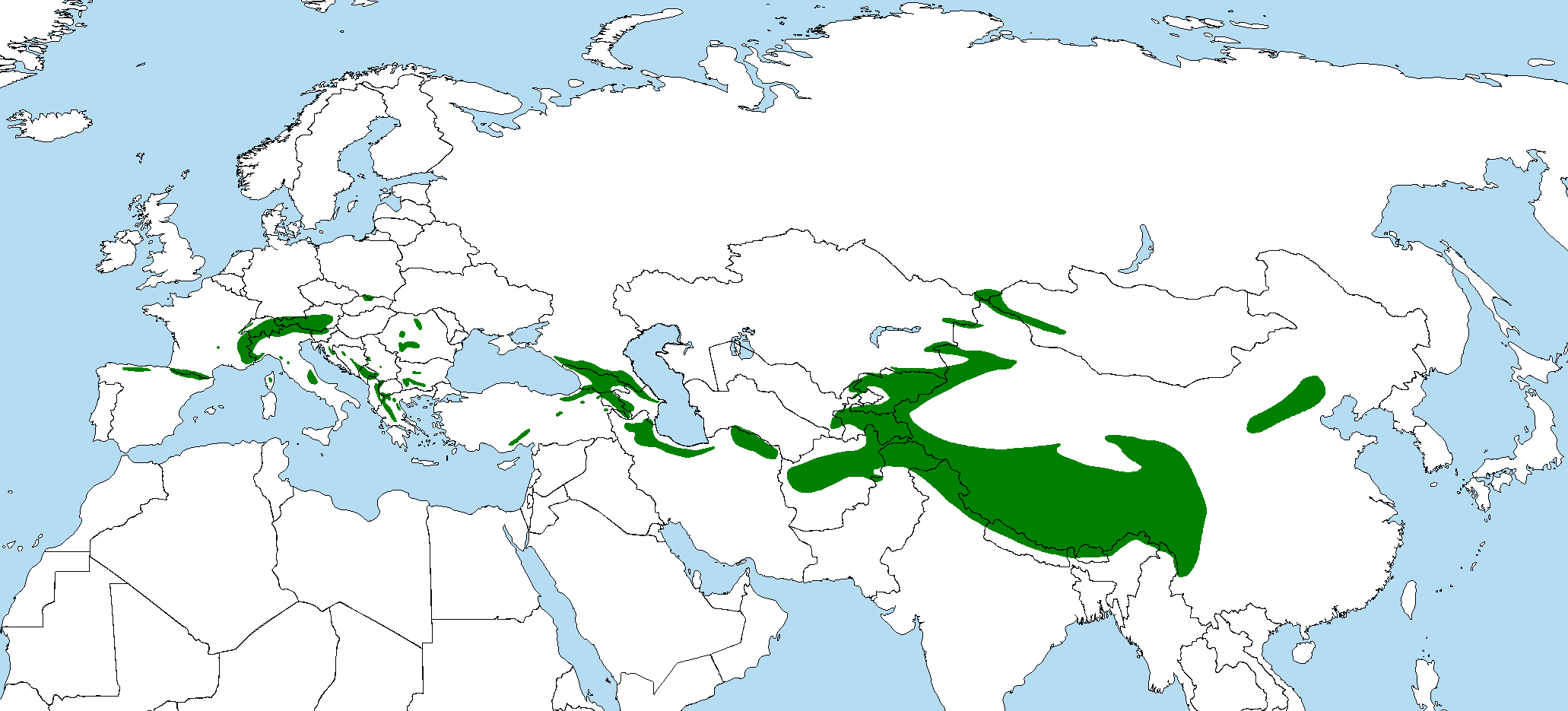
Carte de répartition de l'espèce.

En Eurasie, dans l'écozone paléarctique, le Tichodrome échelette vit exclusivement dans les grands massifs présentant des falaises : ces milieux sont déterminants puisque le Jura, malgré ses faibles altitudes, est habité en toutes saisons, grâce à ses nombreux escarpements calcaires, tandis que le massif des Vosges, d'une altitude souvent voisine, mais où les falaises sont rares et petites, ne l'est pas. L'espèce fréquente les massifs des Alpes, des Pyrénées, de la cordillère Cantabrique, de la Corse, des Apennins, des Carpates, des Balkans, des Alpes pontiques, du Caucase, de l'Elbourz, de l'Hindou-Kouch, de l'Himalaya, de l'Altaï et du grand Khingan.
En France, ses bastions sont les grands massifs minéraux des Alpes et des Pyrénées, et l'espèce a longtemps été supposée absente des autres massifs. Mais à la suite de prospections plus détaillées, la reproduction a été prouvée dans le Jura en 1973, et en Corse en 1978, au Monte Cinto. Elle a également été découverte très ponctuellement dans le Massif central, dans le massif du Sancy. Ces découvertes ne traduisent pas une expansion de l'aire de répartition de l'espèce, mais sont seulement le résultat d'une meilleure connaissance de celle-ci.

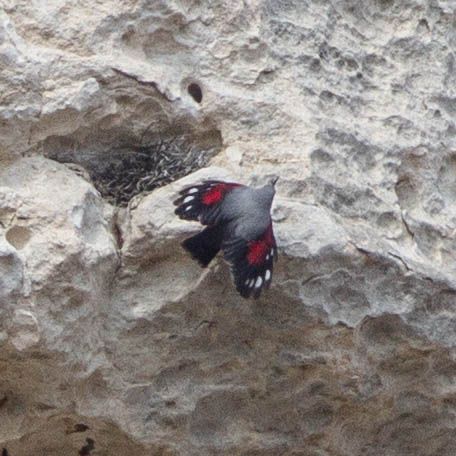
Tichodrome en hivernage dans les Alpilles.

### Hivernage
En hiver, l'espèce pratique une migration altitudinale en quittant les hauteurs pour se disperser dans des régions au climat plus favorable. Elle visite alors les falaises des massifs moins élevés et de plaine. Lors de ses périples hivernaux, elle peut s'éloigner considérablement des montagnes et on peut alors l'observer en ville (Grenoble ou Besançon, à proximité des massifs où elle niche, mais aussi Lyon, Paris, Chartres…), et jusqu'en bord de mer. Pour se nourrir, elle prospecte alors les constructions (grands ouvrages, façades, clochers, châteaux…). Ainsi, dans le Massif central, elle est présente en été de manière très localisée, sur ses rares sites de reproduction, mais en hiver, elle fréquente l'ensemble du massif,.

## Prédation
Les mœurs de l'espèce et l'inaccessibilité de ses nids l'exposent peu aux prédateurs terrestres. Cependant, il est sans doute vulnérable aux rapaces (épervier d'Europe).

## Systématique

### Taxonomie
Le Tichodrome étant absent de Suède, il ne figurait pas dans la dixième édition du Systema Naturae de Carl von Linné en 1758. C'est Giovanni Antonio Scopoli, naturaliste, médecin et correspondant de Linné, tyrolien de culture italienne, qui lui en adressa une première description, puis un spécimen en 1763. Dans les échanges entre Linné et Scopoli, l'espèce fut désignée sous plusieurs noms : Upupa muraria,  Picus muraria, Merops muraria (en raison d'analogies anatomiques avec la Huppe fasciée et le Guêpier d'Europe, respectivement Upupa et Merops, ou avec un Pic par la façon dont l'espèce s'accroche aux parois comme un pic à un arbre). Scopoli fut aussi capable d'adresser à Linné une description des mœurs de l'oiseau, qui montre qu'il avait pu l'observer in vivo. Linné ajouta ainsi l'espèce à la douzième édition du Systema Naturae, en 1766, sous le nom de Tichodroma muraria.

### Étymologie
Ce protonyme a été conservé depuis lors. Tichodrome signifie littéralement "qui court rapidement sur les murailles", du grec teichos, mur, et dromas, qui court rapidement.
Cependant d'autres auteurs que Linné lui ont donné diverses appellations :
- Tichodroma phoenicoptera (Temminck) : phoenicoptera, littéralement ailes rouges, évoque la couleur rouge des ailes ;
- Grimpereau de murailles (Buffon) ;
- Certhia muraria (Gmelin) ;
- Petrodroma ? (Vieillot).

En français, l'ancien nom vernaculaire de l'espèce, conservé par Cuvier, était échelette, repris dans l'appellation française moderne, et expliqué par le comportement de l'oiseau explorant les parois, comme le souligne Géroudet : 

« ... ces investigations d'aspect un peu saccadé, qui ont valu au Tichodrome le nom d'« échelette »... »

L'espèce est également appelée ou surnommée de différentes manières, souvent évocatrices, et notamment, :
- oiseau-papillon ;
- pic de murailles ;
- pic d'araignées ;
- grimpereau de rocs ;
- grimpereau de rochers ;
- picchion de murailles ;
- planet.

### Sous-espèces
Tichodroma muraria nepalensis (Bonaparte, 1850) est une sous-espèce présente au Turkménistan et de l'est de l'Iran à la Chine.

## Statut et conservation
Les effectifs tant européens que français sont très mal connus et difficiles à estimer en raison de la discrétion de l'espèce, et on ignore leur évolution. L'écologie de l'espèce étant peu étudiée, on connaît mal les facteurs susceptibles de lui nuire. Toutefois, l'espèce ne paraît pas menacée à l'échelle européenne.
En France, l'espèce est strictement protégée.